# David Gilmour in Concert
David Gilmour in Concert to DVD z zapisem koncertu Davida Gilmoura w Royal Festival Hall, w Londynie z czerwca 2001 roku oraz trzema dodatkowymi utworami ze stycznia 2002 roku. Oprócz koncertu, na DVD znajdują się dodatki.
Nagrania w Polsce uzyskały certyfikat złotej płyty DVD.

## Lista utworów

### Meltdown Concert z czerwca 2001
1. „Shine On You Crazy Diamond (parts 1 - 5)” (Gilmour/Waters/Wright)
2. „Terrapin” (Barrett)
3. „Fat Old Sun” (Gilmour)
4. „Coming Back to Life” (Gilmour)
5. „High Hopes” (Gilmour/Samson)
6. „Je Crois Entendre Encore” (Bizet)
7. „Smile” (Gilmour/Samson)
8. „Wish You Were Here” (Gilmour/Waters)
9. „Comfortably Numb” (z Wyattem) (Gilmour/Waters)
10. „Dimming of the Day” (Thompson)
11. „Shine On You Crazy Diamond (parts 6 i 7)” (Gilmour/Waters/Wright)
12. „A Great Day for Freedom” (Gilmour/Samson)
13. „Hushabye Mountain” (Sherman Brothers)

### Dodatkowe utwory ze stycznia 2002
1. „Dominoes” (Barrett)
2. „Breakthrough” (z Wrightem) (Wright/Moore)
3. „Comfortably Numb” (z Geldofem) (Gilmour/Waters)

## Dodatki
Oprócz koncertu, na DVD znajdują się liczne dodatki, takie jak utwory „I Put a Spell on You” (z 1992 roku zaśpiewany z Micą Paris i Joolsem Hollandem), „Don’t” (z 2001 roku), „Sonnet 18” Shakespeare’a (nagrany na barce „Astorii”, na której zostało urządzone studio) oraz „High Hopes” z Gilmourem w chórze. Ponadto znajdują się tu teksty piosenek i film przedstawiający ujęcia „zza sceny”.

## Skład
- David Gilmour – wokal, gitary
- Neill MacColl –  wokal, gitary
- Dick Parry – saksofon
- Michael Kamen – pianino, rożek angielski
- Chucho Merchan – kontrabas
- Caroline Dale – wiolonczela
- Nic France – perkusja
- Durga McBroom, Claudia Fontaine, Sam Brown, Carol Kenyon, Chris Ballin, Pete Brown, Margo Buchanan, Michelle John Douglas, Sonia Jones, David Laudat, Aitch McRobbie, Beverli Skeete – chór gospel

oraz
- Bob Geldof – wokal (w „Comfortably Numb” z 2002 r.)
- Robert Wyatt – wokal (w „Comfortably Numb” z 2001 r.)
- Richard Wright – wokal (w „Breakthrough”), instrumenty klawiszowe (w „Breakthrough” i „Comfortably Numb” z 2002 r.)
- Aitch McRobbie – harmonijka (w „Smile”)